# Неклюдовская (Устьянский район)
Неклюдовская — нежилая деревня в Устьянском районе Архангельской области. Входит в состав муниципального образования «Октябрьское».

## География
Деревня расположена в южной части Архангельской области, в таёжной зоне, в пределах северной части Русской равнины, в 119 километрах (по автомобильной дороге) на северо-запад от посёлка Октябрьский, на правом берегу реки Солица, близ впадения её в Устью. Ближайшие населённые пункты: на юге деревня Вахрушевская.
Часовой пояс
Неклюдовская, как и вся Архангельская область, находится в часовой зоне МСК (московское время). Смещение применяемого времени относительно UTC составляет +3:00.

## Население
| 2002 | 2010 | 2012 |
| ---- | ---- | ---- |
| 10   | ↘0   | →0   |

## История
Указана в «Списке населённых мест по сведениям 1859 года» в составе 2-го стана Вельского уезда Вологодской губернии под номером «2418» как «Неклюдовская (Солицкая)». Насчитывала 13 дворов, 49 жителей мужского пола и 49 женского.
В материалах оценочно-статистического исследования земель Вельского уезда упомянуто, что в 1900 году в административном отношении деревня входила в состав Чадромского сельского общества Леонтьевской волости. На момент переписи в селении Неклюдовское находилось 27 хозяйств, в которых проживало 86 жителей мужского пола и 82 женского.